# Liste der Monuments historiques in La Sauve
Die Liste der Monuments historiques in La Sauve führt die Monuments historiques in der französischen Gemeinde La Sauve auf.

## Liste der Bauwerke
| Bezeichnung                      | Beschreibung                  | Standort | Kennzeichnung | Schutzstatus | Datum | Bild           |
| -------------------------------- | ----------------------------- | -------- | ------------- | ------------ | ----- | -------------- |
| Ehemalige Abtei La Sauve-Majeure | Erbaut im 12./13. Jahrhundert | (Lage)   | PA00083832    | Classé       | 1840  | weitere Bilder |
| Kirche St-Pierre                 | Erbaut im 12./13. Jahrhundert | (Lage)   | PA00083833    | Classé       | 1920  | weitere Bilder |

## Liste der Objekte
| Bezeichnung                                                 | Beschreibung                             | Standort                                        | Kennzeichnung | Schutzstatus | Datum | Bild |
| ----------------------------------------------------------- | ---------------------------------------- | ----------------------------------------------- | ------------- | ------------ | ----- | ---- |
| Retabel des Marienaltars                                    | Holz, 17. Jahrhundert (?)                | in der Kirche St-Pierre (Lage)                  | PM33000962    | Classé       | 1991  |      |
| Zwei Kapitelle und zwei Weihwasserbecken                    | Stein, 12./13. Jahrhundert               | in der Kirche St-Pierre (Lage)                  | PM33000785    | Classé       | 1903  |      |
| Altar und Grabplatte                                        | Stein, 13. Jahrhundert                   | in der Kirche St-Pierre (Lage)                  | PM33000784    | Classé       | 1903  |      |
| Bleiglasfenster Apostel Petrus                              | 1534                                     | in der Kirche St-Pierre (Lage)                  | PM33000786    | Classé       | 1903  |      |
| Wandmalerei Kreuzigung und Erzengel Michael                 | 1566                                     | in der Kirche St-Pierre (Lage)                  | PM33000787    | Classé       | 1908  |      |
| Acht Chorstühle                                             | Holz, 17. und 19. Jahrhundert            | in der Kirche St-Pierre (Lage)                  | PM33001668    | Inscrit      | 1988  |      |
| Relief: Der Apostel Petrus trägt die Abtei La Sauve-Majeure | Stein, erste Hälfte des 13. Jahrhunderts | in der ehemaligen Abtei La Sauve-Majeure (Lage) | PM33000947    | Classé       | 1977  |      |
| Kragstein mit einem Akrobaten                               | Kalkstein, 12. Jahrhundert               | in der ehemaligen Abtei La Sauve-Majeure (Lage) | PM33000791    | Classé       | 1977  |      |
| Schlussstein Adam und Eva                                   | Stein, erste Hälfte des 13. Jahrhunderts | in der ehemaligen Abtei La Sauve-Majeure (Lage) | PM33000789    | Classé       | 1977  |      |
| Konsole Monster vor einem Menschen                          | Kalkstein, 12. Jahrhundert               | in der ehemaligen Abtei La Sauve-Majeure (Lage) | PM33000790    | Classé       | 1977  |      |
| Skulptur des heiligen Gérard                                | Stein, 13. Jahrhundert                   | in der ehemaligen Abtei La Sauve-Majeure (Lage) | PM33000788    | Classé       | 1975  |      |